# Körsbärsmal
Körsbärsmal (Argyresthia pruniella) är en fjärilsart som först beskrevs av Carl Alexander Clerck 1759.  Körsbärsmal ingår i släktet Argyresthia, och familjen spinnmalar. Arten är reproducerande i Sverige.

## Bildgalleri

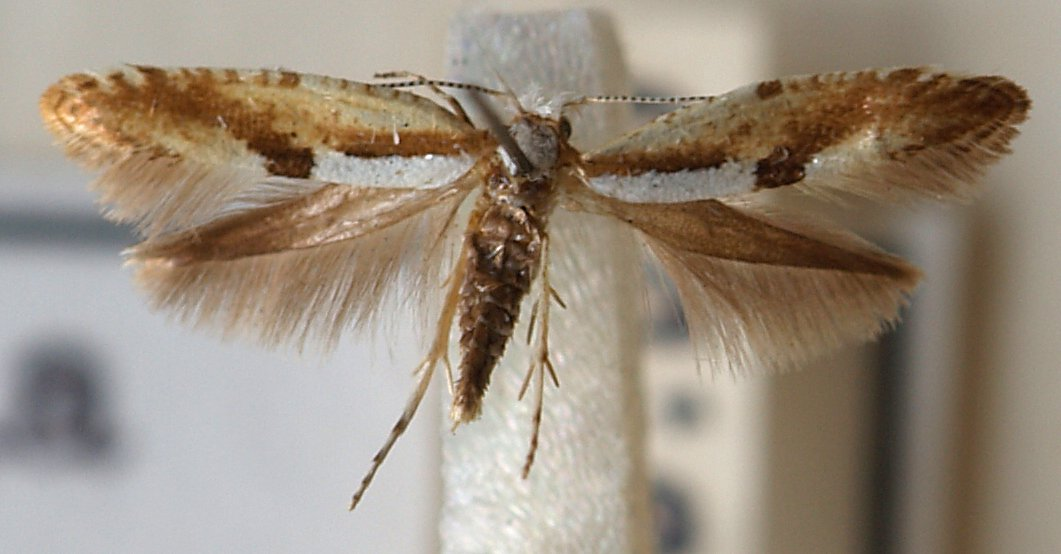
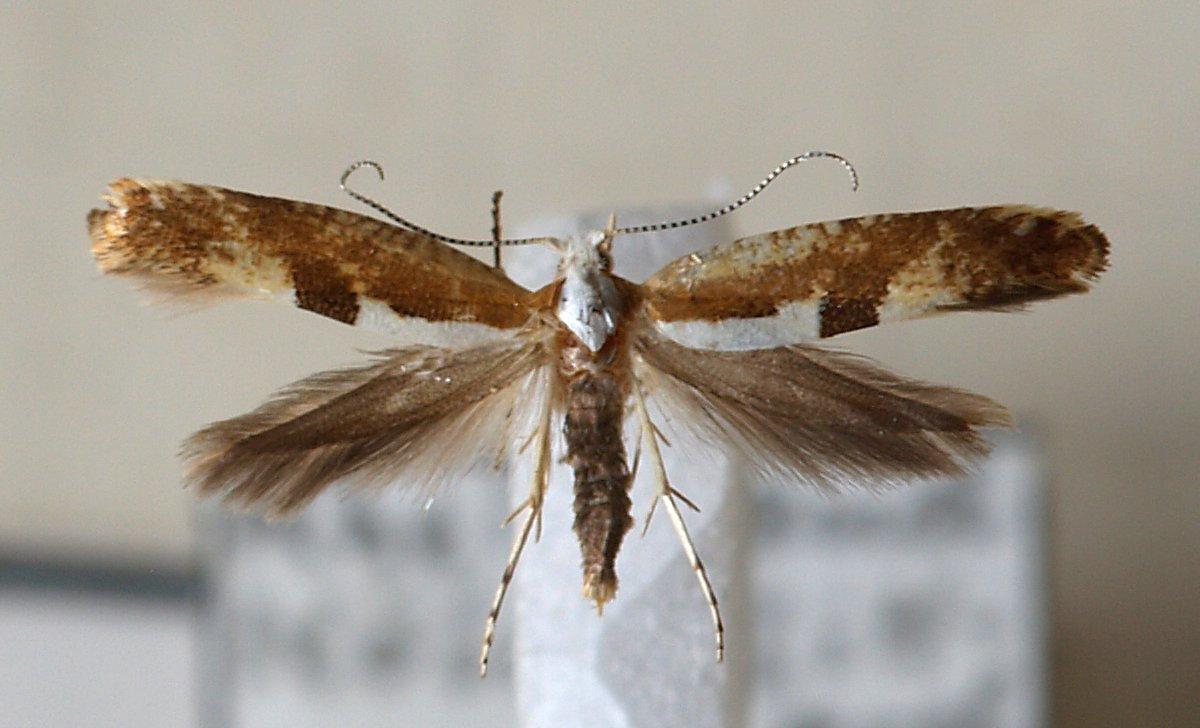